# Centropyge multifasciata
Centropyge multifasciata là một loài cá biển thuộc chi Centropyge trong họ Cá bướm gai. Loài này được mô tả lần đầu tiên vào năm 1911.

## Từ nguyên
Từ định danh của loài trong tiếng Latinh có nghĩa là "có nhiều sọc" (multi: "nhiều" và fasciatus: "có sọc"), hàm ý đề cập đến các dải sọc đen ở hai bên cơ thể chúng.

## Phân loại học
Một số nhà khoa học đã xếp C. multifasciata cùng hai loài là Centropyge boylei và Centropyge venusta vào chi Paracentropyge, trong khi nhiều nhà khoa học khác chỉ xem Paracentropyge là một phân chi của Centropyge.

## Phạm vi phân bố và môi trường sống
C. multifasciata có phạm vi phổ biến ở Tây–Trung Thái Bình Dương, nhưng thưa vắng ở Đông Ấn Độ Dương (chỉ được biết đến tại đảo Giáng Sinh và quần đảo Cocos (Keeling)). Loài này được ghi nhận rộng rãi ở hầu hết vùng biển các nước Đông Nam Á; ngược lên phía bắc trải dài tới đảo Đài Loan và quần đảo Ryukyu (Nhật Bản); mở rộng phạm vi về phía đông đến các đảo quốc, quần đảo thuộc châu Đại Dương (xa nhất là đến quần đảo Société); giới hạn phía nam tới rạn san hô Great Barrier.
C. multifasciata sống gần các rạn san hô viền bờ, nơi có nhiều hang hốc, và đôi khi cũng được quan sát trên các rạn san hô ở đầm phá nông, độ sâu tìm thấy được ghi nhận trong khoảng từ 7 đến 70 m (nhưng thường bắt gặp ở độ sâu hơn 20 m).

## Mô tả
C. multifasciata có chiều dài cơ thể tối đa được biết đến là 12 cm. C. multifasciata có màu trắng, chuyển thành màu vàng da cam ở dưới bụng, kể cả vây bụng và vây hậu môn, với các dải sọc nâu sẫm đến đen gần sát nhau ở hai bên cơ thể. Các dải sọc lan rộng đến vây lưng và vây hậu môn; dải đầu tiên băng qua mắt và dải cuối cùng nằm trên cuống đuôi. Bao quanh mõm là một vòng màu vàng cam. Có một đốm đen ở phía sau của vây lưng.
Số gai vây lưng: 13; Số tia vây ở vây lưng: 17–18; Số gai vây hậu môn: 3; Số tia vây ở vây hậu môn: 17–18.

## Sinh thái học
Thức ăn của C. multifasciata có lẽ là tảo như những loài cùng chi. C. multifasciata có thể sống theo từng nhóm nhỏ hoặc bơi theo cặp, nhưng rất ít khi rời xa nơi trú ẩn.

## Thương mại
C. multifasciata thi thoảng cũng được thu thập và xuất khẩu trong ngành buôn bán cá cảnh.